# Dora Maar
Dora Maar, alias Henriette Theodora Markovitch (Tours, 22 november 1907 – Parijs, 16 juli 1997) was een Frans fotografe, schilderes en dichteres, die tevens bekend werd als minnares en muze van Pablo Picasso.
Haar vader was van Kroatische afkomst en haar moeder was een Française. Zelf groeide zij op in Argentinië en Frankrijk. Vanaf mei 1931 noemt ze zichzelf Dora Maar. Ze werd beroemd als fotografe en ging later ook schilderen. Ze maakte reclame- en modefotografie voor opdrachtgevers als Le Figaro illustré, waarbij zij surrealistische technieken – zoals fotocollages, fotomontages en fotogrammen – toepaste in commerciële fotografie.
Aanvankelijk was het voor de surrealisten niet evident hoe fotografie als medium binnen hun beweging paste; in het surrealisme ligt de nadruk immers op subjectieve gewaarwordingen, terwijl fotografie te boek stond als een feitelijke vorm van documentatie. Dora Maar vond een oplossing door te werken met extreme close-ups en onverwachte fotomontages, waardoor het bekende in een geheel nieuw licht kwam te staan. Daarmee leverde zij een belangrijke bijdrage aan het surrealisme. Zij was een van de weinige fotografen die te zien was op surrealistische overzichtstentoonstellingen in de jaren dertig in Tenerife, Parijs, Londen, Amsterdam, New York en Japan.
In 1935 ontmoet zij Pablo Picasso. Zij is dan 29 en hij 55 jaar oud. Ze stimuleren elkaar om nieuwe artistieke paden te bewandelen. Zij leert Picasso de complexe 'cliché verre' techniek – een combinatie van fotografie en drukwerk die hem al jaren intrigeerde. Hij stimuleert haar om weer te gaan schilderen, een medium waarmee ze de rest van haar leven zal blijven werken. Van 11 mei tot 4 juni 1937 documenteert Maar de voortgang van Picasso's schilderij Guernica. Tot dat moment was Picasso's werk niet expliciet politiek, maar door de invloed van Maar verandert dat. Vanuit de studies voor Guernica ontstaan The Weeping Woman, waarvoor Maar model stond. Negen jaar lang is Maar Picasso's model, muze en buitenechtelijke partner.
Van 1944 tot 1997 woonde zij in Ménerbes (Vaucluse), waar ze een atelier had. Pas na haar dood in 1997 wordt de reikwijdte van haar werk erkend.

## Nalatenschap
Hoewel Maar aanvankelijk vooral bekend stond als de muze van Picasso, werden na haar dood in 1997 verschillende retrospectieven aan haar werk gewijd, waaronder in het Haus der Kunst, München, 13 oktober 2001 – 6 januari 2002; Centre de la Vieille Charité, Marseille, 20 januari – 4 mei 2002; Centre Cultural Tecla Sala, Barcelona, 15 mei – 15 juli 2002. In het seizoen 2019-2020 reist een grote overzichtsexpositie met haar werk van het Centre Pompidou in Parijs, 5 juni 2019 – 29 juli 2019, via het Tate Modern in Londen, 19 november 2019 – 15 maart 2020, naar het Getty Museum in Los Angeles, 21 april – 26 juni 2020.